# Coriolan (Shakespeare)
Pour l’article homonyme, voir Coriolan.

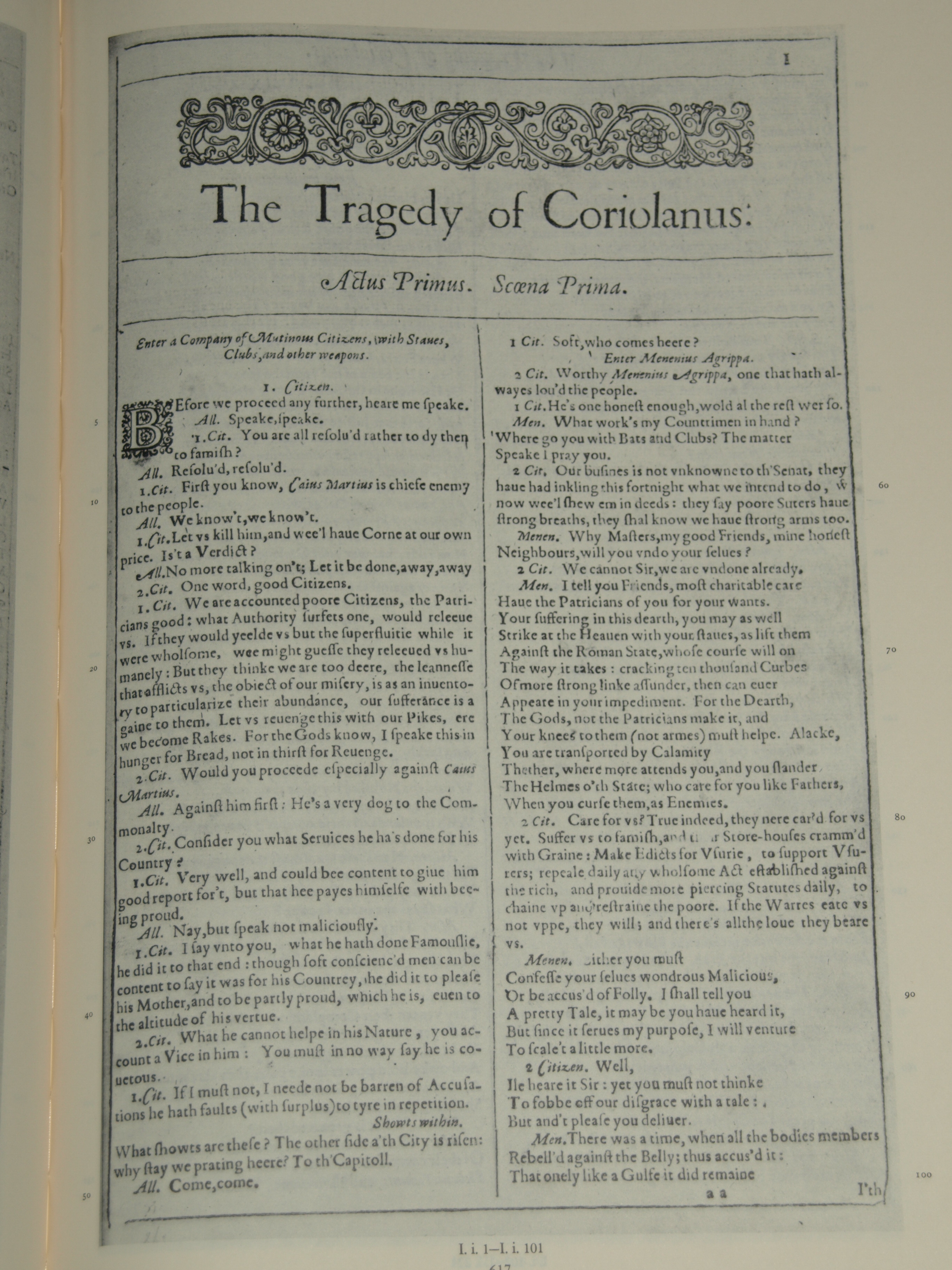
facsimile du premier folio de 1623, ouvert à la page de Coriolan.

Coriolan (anglais : Coriolanus) est une tragédie de William Shakespeare, créée en 1607 et publiée pour la première fois en 1623. Elle s'inspire de la vie de Coriolan, figure légendaire des débuts de la république romaine.  Elle fait partie d'une série d’œuvres du dramaturge anglais dont le sujet est tiré de l'histoire romaine comme Le Viol de Lucrèce, Titus Andronicus, Jules César et Antoine et Cléopâtre.
La source principale de la pièce est la vie de Coriolan tirée des Vies parallèles de Plutarque que Shakespeare suit assez fidèlement. D'une famille patricienne, Caius Martius se distingue au combat mais sa haine et son mépris affichés de la plèbe lui font perdre les élections consulaires. En raison de la colère qu'il affiche, il est condamné à l'exil, s'allie avec l'ennemi volsque, et revient mettre le siège devant Rome. Une délégation de femmes romaines menée par sa mère le ramène à la raison ; il accepte de conclure la paix, mais finit exécuté par des conjurés volsques. Selon une partie des critiques, le choix de cet épisode ne serait pas sans rapports avec la situation politique au début du règne de Jacques Ier d'Angleterre et les questions qu'un siècle de guerres et de guerres civiles en Europe ainsi que les mutations de la société n'avaient pas manqué de susciter sur le pouvoir politique, ses formes et ses faiblesses.
Plus généralement, Coriolan est souvent perçu comme un essai philosophique sur la nature du pouvoir et les relations entre les différents acteurs sociaux ; essai dans lequel Shakespeare mènerait une réflexion qui dépasse largement le cadre de son époque à travers des images et des métaphores comme celles du corps social ou du théâtre. Les problèmes que soulève la pièce sur les travers de la démocratie ou sa corruption en théâtrocratie ont régulièrement réveillé l'intérêt des metteurs en scène dans les situations d'effervescence politique et à chaque époque elle a fait l'objet de nouvelles évaluations.
Ceux qui ne voient pas en Coriolan une pièce historique, mais plutôt une tragédie, pensent que le caractère de Coriolan est au centre de la problématique de la pièce. Les interprétations successives du caractère ambigu de Coriolan reflètent l'évolution de la psychologie depuis la parution de la pièce en 1623. La psychanalyse, notamment, s'est interrogée sur le rôle que jouait sa relation avec sa mère dans la mécanique du drame dont il est autant auteur que victime.

## Argument

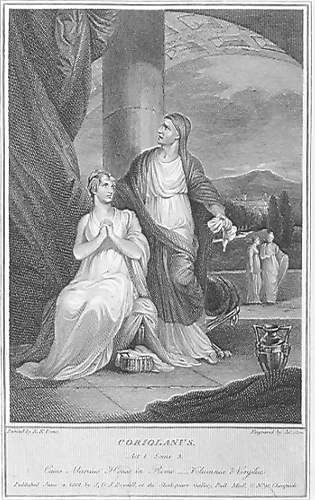
Volumnia et Virgilia attendent le retour de Caius Martius (I, iii), gravure de 1801.

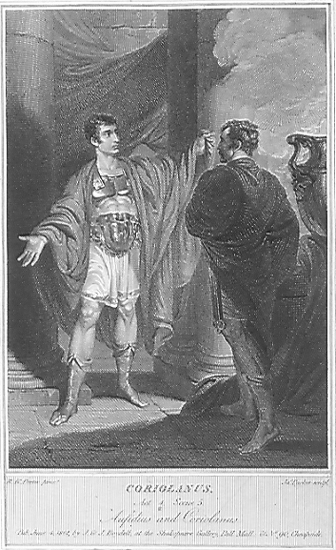
Coriolan se rend auprès d'Aufidius et se met au service des Volsques (IV, v).

- Acte I : ennemi de la plèbe ou sauveur de Rome ?

La pièce a pour décor la jeune république romaine en 493 av. J.-C. Des émeutes de la faim déchirent la ville, la plèbe en voulant particulièrement à Caius Martius, tenu pour responsable de la famine. Menenius Agrippa est envoyé en conciliateur par le sénat, mais arrive Caius Martius lui-même qui les prend de haut. Il enrage que le sénat ait accordé à la plèbe cinq tribuns dont Brutus et Sicinius. Caius Martius sort à l'annonce de l'approche de l'armée volsque, laissant en scène les deux tribuns qui lui reprochent sa morgue. Sa mère (Volumnia) et son épouse (Vergilia) attendent son retour. Le chef des Volsques, Tullus Aufidius,  fait le serment d'abattre Caius Martius.
- Acte II : le sauveur de Rome

Tandis qu'une partie des troupes, commandées par Cominius, marche sur les Volsques, Caius Martius met le siège devant la cité volsque de Corioles et réussit à s'en emparer. Malgré la fatigue du siège et ses blessures, il rejoint ensuite Cominius, affronte Aufidius et met en déroute ses hommes venus le secourir. En reconnaissance de son courage, et puisqu'il refuse toute récompense, Cominius donne à Martius le surnom honorifique de  « Coriolan ». De retour à Rome, Coriolan se laisse persuader par Volumnia de se présenter aux élections consulaires.
- Acte III : l'ennemi de la plèbe

Il obtient le soutien du sénat (II, ii), et en se faisant violence, sollicite le suffrage du peuple (II, iii). Mais les tribuns Brutus et Sicinius, craignant qu'une fois consul, Coriolan ne rogne leur pouvoir, convainquent le peuple de revenir sur leur promesse et voter contre Coriolan ; comme l'avaient prévu les tribuns, Coriolan s'emporte, dénonce sans mesure les perversions du système démocratique et il s'en faut de peu qu'il ne soit exécuté sommairement. Un procès a lieu où la fureur de Coriolan le dessert : il est condamné à l'exil et seule une poignée de fidèles prend son parti.
- Acte IV : l'ennemi de Rome

Coriolan fait ses adieux à sa famille. Volumnia hors d'elle maudit les tribuns de la plèbe. Les Volsques apprennent la disgrâce de Coriolan qui se rend auprès d’Aufidius, humblement vêtu. Ce dernier l'accueille avec des démonstrations de tendresse qui étonnent son entourage et lui propose de prendre la tête des Volsques et de marcher sur Rome. Coriolan accepte. À Rome chacun vaque à ses affaires et le calme est revenu, mais cette quiétude est troublée par l'annonce de l'approche des Volsques et de la défection de Coriolan. Rien ne semble pouvoir arrêter les Volsques qui l'adulent désormais comme un dieu, et Aufidius jaloux se prend à le haïr avec la même intempérance qu'il l'avait jadis embrassé.
- Acte V : le sauveur de Rome; mort de Coriolan redevenu ennemi des volsques

L'armée volsque, commandée par un Coriolan au faîte de sa gloire, campe aux portes de Rome. Les Romains essaient de plaider leur cause auprès de Coriolan; les ambassades se succèdent, mais en vain. Finalement c'est Véturie, accompagnée de l'épouse et du fils de Coriolan, qui va fléchir sa résolution. Coriolan accepte de conclure la paix entre Romains et Volsques. Il retourne chez les volsques où il est assassiné par une bande de conjurés réunis par Aufidius.

## Personnages principaux
- Caius Martius, dit Coriolan : issu d'une famille patricienne, il est courageux, intransigeant et susceptible. Il entretient avec sa mère, Volumnia, une relation très étroite. Celle-ci lui propose un modèle de virtus romana qu'il tente de suivre mais auquel il faillit en s'alliant aux volsques. La mimésis théâtrale permet une série de regards croisés qui composent un personnage ambigu voire contradictoire [1]: aux yeux de ses chefs (éloge de Cominius, II, ii) et des chefs ennemis (I, x) et même de ses ennemis il incarne un grand nombre de vertus romaines : valeur militaire, mépris des honneurs et de la douleur physique ;  il est loué par les romains pour sa bravoure et sa haine de la démagogie (acte II, scène ii) mais il les inquiète par l'acharnement qu'il met à se faire haïr du peuple (II, ii), son manque de compassion et son incapacité à se contrôler. Le texte de Shakespeare reste volontairement ouvert à différentes interprétations du caractère de Coriolan, puisque ceux qui le croisent ne réussissent pas à se mettre d'accord. Même le portrait qu'en fait Aufidius et qui paraît assez bien résumer le personnage est fait sur un mode dubitatif qui contribue à entretenir l'incertitude :

« Est-ce de l'orgueil, ce défaut qui afflige ceux que leur bonne fortune tire du sort quotidien ? Est-ce un défaut de jugement qui l'a rendu incapable d'exploiter les opportunités dont il était le maître ? Ou bien est-ce dans sa  nature de garder toujours une seule et même conduite ; De ne pas changer en passant du casque au coussin, mais de conduire la paix comme il dirigeait la guerre, avec la même inflexibilité et le même appareil [..] Car il y a de tout cela en lui ».
L'auteur disposait de procédés dramatiques pour lever ces ambigüités : le soliloque ou l’aparté dans lesquels le héros révèle le fond de sa pensée. Or il manque justement une voix dans ce concert, celle de Coriolan, auquel Shakespeare ne donne pas la parole dans un de ces longs monologues introspectifs (on pense à celui de Richard de Gloucester sur lequel s'ouvre Richard III ou le To be or not to be d'Hamlet) qui révèlent au spectateur le cœur du héros. Il est vrai que cette absence même est signifiante, puisqu'elle est une façon de peindre un personnage d'une franchise brutale, dont la nature est de dire ce qu'il pense, quel qu'en soit le risque.
- Véturie, sa mère, matrone attachée aux vertus romaines essentiellement viriles[5], réalise ses ambitions à travers son fils. Contrairement à Coriolan, dont elle partage l'orgueil et le mépris de la plèbe, elle est capable d'un certain machiavélisme : « J'ai un cœur aussi peu disposé que le vôtre, mais un cerveau qui guide l'usage de ma colère à des fins plus profitables[6]. »

Plusieurs critiques voient en elle l'incarnation d'une Rome nourricière mais encore sauvage, comme la louve qui en était l'emblème. Ce mélange de grandeur et de violence reflète l'idée que se faisaient les élisabéthains d'une Rome admirable à bien des égards, mais païenne dans ses mœurs.
- Ménénius : populaire auprès du sénat et du peuple, il défend une voie moyenne, exhorte les uns et les autres au calme et au compromis, mais prend parti contre les tribuns de la plèbe qu'il juge préoccupés avant tout de leur propre intérêt. Nous avons de lui cet autoportrait de bon vivant :

« I am known to be a humorous patrician, and one that / loves a cup of hot wine with not a drop of allaying / Tiber in't; said to be something imperfect in / favouring the first complaint; hasty and tinder-like / upon too trivial motion; one that converses more / with the buttock of the night than with the forehead / of the morning: what I think I utter, and spend my / malice in my breath (J'ai la réputation d'un patricien jovial, un homme qui aime boire sa coupe de vin chaud sans une goutte du Tibre pour le couper ; j'ai, dit-on, le défaut d'écouter le premier qui se plaint ; je prends feu comme l'amadou pour des broutilles ; j'ai plus l'habitude de converser avec les fesses de la nuit que le front de l'aube : je dis ce que je pense et ma méchanceté s'épuise avec le souffle de ma voix. »

- Junius Brutus et Sicinius, meneurs de la révolte populaire nommés tribuns après que le sénat eut accepté un compromis avec les émeutiers. Ils prennent une importance de plus en plus grande dans la ville et réussissent à obtenir l'exil de Coriolan. Il est difficile de les distinguer car les interventions de l'un sont souvent la paraphrase de ce que vient de dire l'autre. Ils tirent les ficelles de la plèbe et même de Coriolan dont ils connaissent les faiblesses et qu'ils savent à merveille piquer au vif.

- Cominius : consul au début de la pièce, admire Coriolan dont il partage l'idéologie aristocratique et se montre prêt à le soutenir quoi qu'il fasse.

- Aufidius : commandant en chef des Volsques, en quelque sorte l’alter ego de Coriolan. Il hait ce dernier auquel il voue paradoxalement une grande admiration. Lorsque le romain exilé vient lui demander asile, il lui témoigne une affection tout à fait démesurée qui étonne son entourage. Bientôt jaloux de la popularité et des victoires de Coriolan, il se prend à le détester avec une égale violence et prend la tête des conjurés qui l'assassinent à la fin de la pièce.

- Le peuple romain : représenté par de petits groupes de citoyens, parfois armés, il est un des personnages principaux de la pièce, et à certains égards l'antithèse de Coriolan, aussi mouvant et changeant que celui-ci est constant, inflexible et opiniâtre. Les critiques que lui adressent Coriolan, Ménénius, Cominius et certains citoyens eux-mêmes correspondent à des clichés de l'époque, par exemple ce passage de Montaigne dans « De la Gloire » (Essais, II, 16) : « [..] la voix de la commune et de la tourbe, mère d'ignorance, d'injustice, et d'inconstance ».

## Sources

### Shakespeare et Plutarque
Les Vies parallèles de Plutarque (46 ap. J.-C. - 125), sont traduites par Jacques Amyot en français, puis du français en anglais par Sir Thomas North en 1579. Shakespeare y puise la matière de plusieurs pièces, notamment Timon d'Athènes, Coriolan, Jules César, Antoine et Cléopâtre. Le texte de Plutarque met en parallèle deux hommes illustres dont la carrière présente des similitudes et dont il est intéressant de comparer les comportements, les décisions et la psychologie. Il étudie ainsi concurremment la carrière d'Alcibiade et celle de Coriolan, tous deux héros guerriers et champions de leur cité, l'un d'Athènes, l'autre de Rome, tous deux finissant exilés par la ville même qu'ils ont défendue de leur sang. Shakespeare n'a pas consacré de pièce à Alcibiade, mais celui-ci est un des personnages principaux de Timon d'Athènes. Plusieurs critiques, dont Hazlitt, ont noté la fidélité de Shakespeare au texte de North.

### La vie et la mort de Coriolan chez Plutarque
- Plutarque commence par l'enfance du personnage en insistant sur trois facteurs qui selon lui expliquent « une colère implacable et une opiniâtreté invincible » : perte du père alors qu'il est encore enfant, relation fusionnelle avec la mère, dispositions pour le métier des armes qui lui valent une grande notoriété alors qu'il est encore très jeune.

- Il dépeint la situation politique à Rome : les émeutes populaires à la suite des mauvais traitements infligés aux débiteurs insolvables, le refus des plus pauvres de combattre pour une ploutocratie ingrate, l’intercession de Ménénius et le compromis obtenu avec la création des tribuns de la plèbe, qui voit la nomination des meneurs Junius Brutus et Sicinius Bellutus.

- Agitée au-dedans, Rome est menacée de l’extérieur : les Volsques attaquent, Marcius investit la ville de Corioles, pillée ensuite malgré ses objurgations, puis il contribue à la bataille victorieuse contre l'armée volsque au terme de laquelle il refuse honneurs et richesses. Le consul alors lui confère le surnom de Coriolan.

- Les séquelles de la guerre raniment les problèmes intérieurs : contre la disette le peuple organise la résistance passive et le refus de la conscription ; Coriolan se bat victorieusement avec une poignée d'hommes, revient briguer le consulat, indispose l'opinion en se présentant comme le candidat de l'aristocratie, se venge de son échec en prenant la tête du parti réactionnaire refusant de distribuer des vivres gratuitement ou à bas prix aux affamés; de nouvelles émeutes éclatent où est décidé le procès de Coriolan pour éviter son lynchage ; le procès est entaché d'une mauvaise foi qui exaspère Coriolan ; condamné à l'exil, il jure de se venger et rejoint les Volsques.

- L'occasion se présentant enfin, les Volsques réunissent une armée et marchent sur Rome, Coriolan en tête. La campagne commence par une série de victoires. Les Romains, divisés, n'arrivent pas à constituer une armée. Lorsque Coriolan s'attaque à Lavinium, première colonie fondée par Enée, il y a un revirement d'opinion, le peuple voulant amnistier Coriolan, le sénat au contraire prenant parti contre son audace.  Néanmoins ils envoient des ambassadeurs sous la pression du peuple, que Coriolan renvoie bredouilles. Sourd à toutes les prières, il cède néanmoins lorsque les femmes romaines viennent se jeter à ses pieds, sa mère en tête.

- Plutarque observe que les versions divergent à partir de là sur le sort réservé à Coriolan, les uns rapportant qu'il fut exécuté par les Volsques, les autres qu'il vécut en exil jusqu'à un âge avancé.

### Les différences entre la version de Plutarque et celle de Shakespeare
- Les personnages

Dramatisant un texte narratif, Shakespeare était obligé de développer les figures de personnages secondaires souvent à peine esquissées chez Plutarque. En revanche il reste assez fidèle au portrait de Coriolan, faisant ressortir son irascibilité, son amour pour sa mère Volumnia et son désir de lui plaire (voir ci-dessous), son courage et sa force herculéenne. Il s'écarte néanmoins de son modèle en montrant Caius Martius entrer seul dans Corioles alors que Plutarque écrit qu'il était accompagné d'un groupe de fidèles, ce qui a pour effet d'insister sur la singularité du personnage et d'annoncer la scène v de l'acte IV où il retourne de nouveau seul à Corioles, cette fois en traitre et non en héros. L’auteur modifie également la scène d'ostentation des blessures. Chez Plutarque, il s'agit d'une formalité, la robe revêtue par le postulant suffisant à rendre les blessures visibles aux yeux des spectateurs. Chez Shakespeare, le rite requiert une mise en scène et un commentaire auto-promotionnels qui offensent la pudeur et la fierté du candidat malgré lui. Les critiques y ont vu une façon de développer le thème de la « théâtocratie » dans la pièce.
- Les événements : Shakespeare ne fait que brièvement allusion à la première sécession de la plèbe due au refus du sénat d'améliorer le sort des débiteurs. Il semble confondre délibérément cet épisode avec les émeutes causées par la pénurie de grains et la famine qui frappe la plèbe.
- Histoire ou tragédie ?

Enfin contrairement à Plutarque, qui avec un scrupule d'historien refuse de trancher, Shakespeare opte pour la tragédie en faisant mourir son héros.

## Réception

### Critiques littéraires
Les opinions ont toujours été très partagées. En 1728 Alexander Pope loue l'exactitude historique de ce tableau de la Rome antique et de ses mœurs. Quarante ans plus tard le Docteur Johnson apprécie ses personnages variés et bien typés. À la fin du siècle, Charles Dibdin juge la pièce sans intérêt, mis à part le portrait de Coriolan qu'il admire. William Hazlitt y voit une remarquable peinture des mœurs politiques qui transcende son époque, Anna Brownwell Jameson admire particulièrement le personnage de Volumnia, volontiers cité en exemple à l'époque victorienne comme l'archétype de la matrone romaine. En France, François Guizot publie une traduction des œuvres complètes de Shakespeare en 1821. Dans la préface au Coriolan il offre cette opinion qui semble bien calquée sur celle du docteur Johnson :
« La tragédie de Coriolan est une des plus intéressantes productions de Shakspeare. L'humeur joviale du vieillard dans Ménénius, la dignité de la noble Romaine dans Volumnie, la modestie conjugale dans Virgilie, la hauteur du patricien et du guerrier dans Coriolan, la maligne jalousie des plébéiens et l'insolence tribunitienne dans Brutus et Sicinius, forment les contrastes les plus variés et les plus heureux. »
William Dowden interprète la pièce comme une tragédie qui résulte du caractère du héros, figure admirable dont l'orgueil patricien est la faille tragique. Si Algernon Swinburne et T. S. Eliot admiraient la pièce, le célèbre acteur Henry Irving, lui, pensait qu'elle ne valait pas grand chose.

### Coriolanau théâtre
Coriolan est une de ces pièces de théâtre auxquelles il est difficile de ne pas réagir en prenant position politiquement. Les mises en scènes successives de la pièce relisent souvent l'actualité de leur époque au miroir du texte shakespearien, l'interprétant tantôt favorablement pour le héros, tantôt prenant le parti du peuple et tantôt préservant l'ambigüité du texte écrit.
Il n'existe pas de preuves écrites que la pièce ait été rejouée avant la restauration de la monarchie anglaise en 1660. Après cette date, les thèmes qu'elle aborde en font un choix logique pour les metteurs en scène dans les époques d'effervescence politique. Il faut noter cependant que le texte de Shakespeare est profondément remanié pour servir le point de vue des différents auteurs. Avec un cinquième acte qui se termine en bain de sang, la pièce devient The Ingratitude of a Common-Wealth; Or, The Fall of Caius Martius Coriolanus (Ingratitude du commonwealth, ou la chute de Caius Martius Coriolan) sous la plume de Nahum Tate, en 1681, dans le contexte de la crise provoquée par l’Exclusion Bill.  En 1719, John Dennis en donne une nouvelle version, The Invader of his Country or the Fatal Resentment (L'Envahisseur de son pays ou le fatal ressentiment), qui établit un parallèle entre Coriolan et Jacques François Stuart, le Vieux Prétendant pour dénoncer la rébellion jacobite. Le Coriolanus original de James Thomson (1749) rapproche cette fois le personnage du héros de celui du jeune Prétendant, Bonnie Prince Charlie. Coriolanus or, The Roman Matron est une synthèse entre la pièce de Shakespeare et celle de Thompson par Thomas Sheridan.
Cette version, remaniée, sera reprise par John Philipp Kemble en 1789. Les opposants à la Révolution française applaudissent à la mise en scène de Kemble qui insiste sur la stupidité et la brutalité de la « populace ». Cette interprétation conservatrice dominera les différentes productions de la pièce au XIXe siècle malgré l'opinion de critiques comme William Hazlitt qui y voit avant tout un essai politique dans lequel l'auteur aurait une position d'arbitre. En 1820, cependant, la pièce est jouée à Drury Lane dans une version respectueuse du texte de Shakespeare avec Edmund Kean dans le rôle-titre et pendant un temps les metteurs en scène s'intéressent plus au personnage du héros et à ses conflits internes qu'à la dimension politique de la pièce.

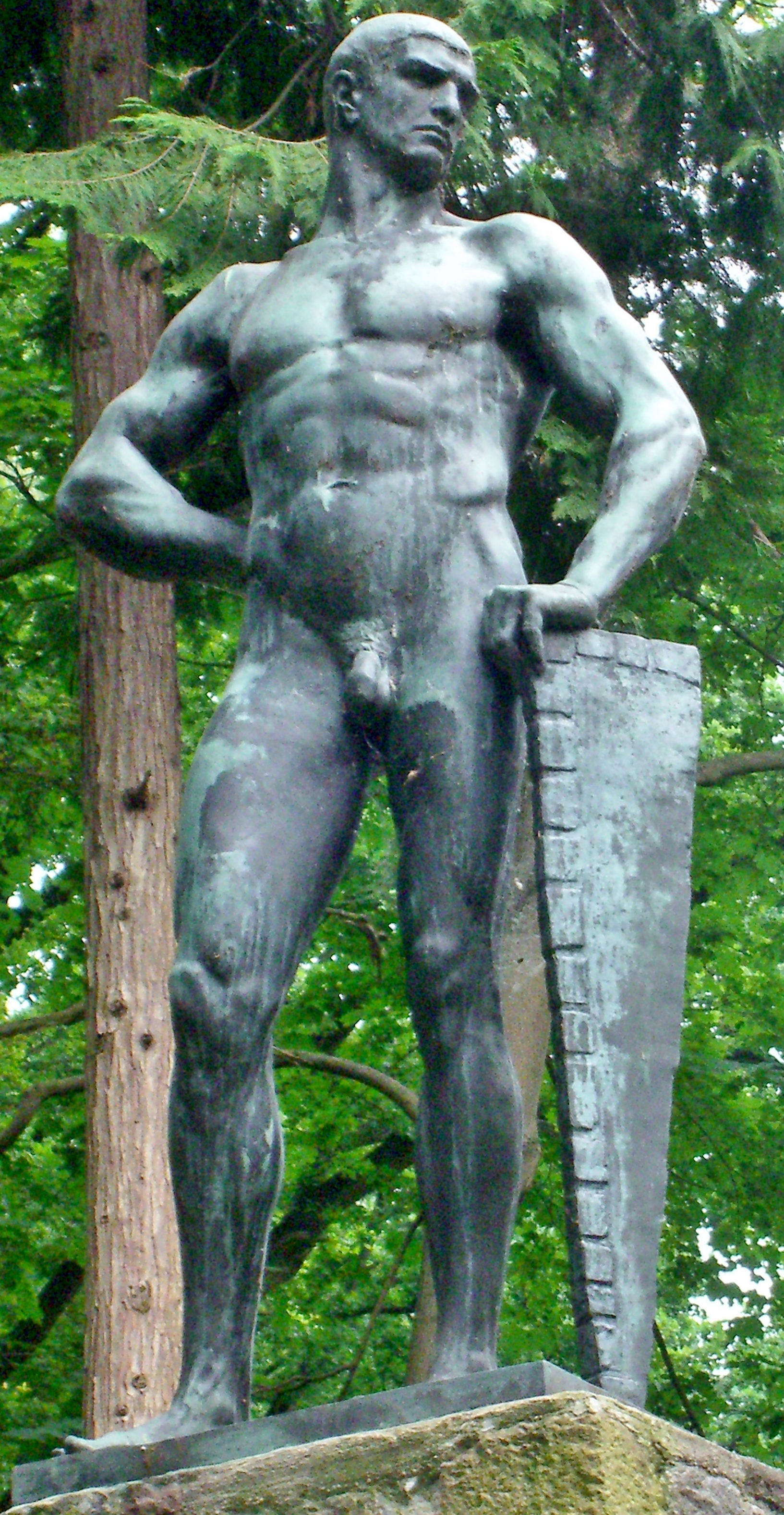
Coriolan, statue de Wilhelm Wandschneider, 1904, le prototype du surhomme au début du XXe siècle, médaille d'or à l'exposition universelle de Saint-Louis (Missouri).

Au XXe siècle, la pièce se trouve au cœur de nouveaux enjeux politiques et se voit récupérer aussi bien par la droite que par la gauche. En 1934, des émeutes d'extrême-droite éclatent à Paris où la pièce se joue à la Comédie-française et attirent l'attention sur son ambigüité, une partie de la gauche y voyant un manifeste crypto-fasciste. Le régime nazi voit effectivement le parti qu'il peut en tirer et elle est alors présentée comme un  plaidoyer en faveur de l’homme fort, seul capable de maintenir la paix domestique et extérieure ; les communistes y voient un exemple de la lutte des classes et sous le régime stalinien, Coriolan devient l'exemple de la trahison des élites antipopulaires. Inquiets de l'exploitation politique qui peut être faite de l’œuvre en Allemagne après la guerre, les alliés l’interdiront jusqu'en 1953.
Dans la seconde moitié du XXe siècle, la lecture de Coriolan est profondément influencée par celle qu'en donne Bertolt Brecht, qui en élabore une adaptation (voire une réécriture) entre 1951 et 1953. La pièce révisée n'est jouée qu'après sa mort, mais Brecht avait laissé un texte, « Étude de la première scène de Coriolan », sous forme d'un dialogue avec ses collaborateurs du Berliner Ensemble; ce texte développe ses idées et fait toujours autorité parmi les partisans d'une interprétation favorable au parti de la plèbe, hostile au héros éponyme et aux intérêts qu'il représente. En 1959, Laurence Olivier met en scène la mort de Coriolan en s’inspirant de l’exécution du dictateur fasciste Benito Mussolini.
À partir de la fin des années 1970, le théâtre anglais cherche à restituter au spectateur la faculté de se faire sa propre opinion en essayant de faire entendre équitablement toutes les voix qui s'expriment dans la pièce, façon également de respecter l'ambiguïté du texte original.
Au XXIe siècle, la pièce fascine toujours par sa capacité à survivre aux vicissitudes de l'histoire en se réactualisant. Christian Schiaretti insiste sur l'intemporalité du sujet de la pièce : « En l’examinant de près, on s’aperçoit que c’est l’une des rares pièces de l’Europe occidentale sur le politique, qui prend le politique comme lieu même du dramatique. » La pièce entame une tournée en 2008. En marge de cette production, un cycle de débats, de conférences et de lectures pour tenter de cerner la question : « La Fin de la démocratie ? ».
Pierre Assouline abonde dans ce sens dans les colonnes du Monde : « Gérald Garutti a inventorié tout ce qui dans cette pièce résonne avec une brûlante actualité : lutte des classes, crise perpétuelle, pire régime, bestiaire fratricide, dissension infinie, corruption fatale, salut par l’impérialisme, expulsion du héros, bureaucratie désenchantée, règne de la représentation. »

## Interprétations de la pièce

### Approche politique
Comme toutes les pièces de Shakespeare, Coriolan a donné lieu à de multiples interprétations. Dans la première scène de la pièce, le vieil Agrippa Ménénius raconte aux émeutiers la fable des membres et de l'estomac, qui donne lieu à deux interprétations incompatibles. Une telle ambigüité ne pouvait que susciter le débat. Féru d’emblèmes et de devinettes, l'âge de Shakespeare avait l'habitude de ces jeux et l'invitation au spectateur à décoder par lui-même la fable d'Ésope était d'autant plus évidente que l'allégorie était, comme le rappelle d'ailleurs Ménénius, un véritable lieu commun. 

#### Une allégorie politique
La société que connaissaient les spectateurs de Shakespeare était en droit celle que décrit William Camden dans Britannia en 1607 : « our Common-wealth, [..] consisteth of a King or Monarch, Noblemen or Gentry, Citizens, Free-borne, whom we call Yeomen, and Artisans or Handicraftsmen. The King [..] hath soveraigne power and absolute command among us, neither holdeth he his empire in vassalage, nor receiveth his investiture or enstalling of another, ne yet acknowledgeth any superiour but God alone, and, as one said,  All verily are under him, and himselfe under none but God onely.
(Notre commonwealth comporte un roi ou monarque, des nobles ou des gentilshommes, des citoyens, des hommes libres que nous appelons yeomen, et des artisans ou des ouvriers. Le roi exerce un pouvoir souverain et un commandement absolu  parmi nous, et il ne détient pas son empire en vasselage, ni ne reçoit l'investiture d'un autre, ni ne reconnaît d'autre autorité que celle de Dieu seul, et, comme il est dit, tous sont en vérité ses sujets et lui n'est inférieur à personne sinon à Dieu seulement) ».
Ce schéma est mutatis mutandis conforme à l'allégorie très traditionnelle du corps politique prononcée par le citoyen dans la première scène de la pièce qui met au sommet de l'édifice social « La tête royalement couronnée », qui ne s'écarte pas du modèle proposé par le souverain lui-même dans un ouvrage publié en 1599, The true Law of free monarchies. En revanche il ne correspond pas au schéma républicain en vigueur dans la Rome de Coriolan, où le pouvoir est détenu par une assemblée de patriciens siégeant au sénat qui en principe en répond devant l'ensemble des membres du corps social.
Or Ménénius, lui, propose un autre schéma qui n'est plus fondé sur une hiérarchie verticale, mettant au centre (et non plus à la tête) du système politique « le ventre », chargé de collecter puis de redistribuer la nourriture à tous les membres du corps social. Mais dans le contexte de la rébellion populaire, aucune des deux interprétations ne fonctionne puisque le modèle monarchique des citoyens ne s'applique plus à la jeune république romaine et que le modèle économique de Ménénius dément la réalité des faits, qui est que la distribution des richesses ne se fait pas et que la ville a faim. Certains critiques voient dans cette scène le reflet d'une société en mutation qui peinait à se définir,.
En effet, la montée en puissance d'une nouvelle classe urbaine qui s'insérait entre le peuple et les nobles et qui souhaitait la paix pour mener à bien ses affaires avait débouché en Angleterre sur une indépendance croissante des villes et de leur gestion,,. Selon Nate Eastman, Coriolan aurait vu le jour dans une ville de Londres « de plus en plus autonome et ouverte aux idées républicaines » (increasingly autonomous and developing republican sympathies. Le terme de niveleurs appliqué à ceux qui voulaient l'égalité sociale apparaît d'ailleurs en 1607.
L'ennemi extérieur représenté dans la pièce par les Volsques pouvait facilement évoquer la menace espagnole, la paix n'ayant été signée qu'à peine trois ans plus tôt après un conflit de près de 20 ans. Quant à la question de la répression contre les ennemis intérieurs du Commonwealth, elle était au cœur de la problématique soulevée par la conspiration des poudres, le conseil privé poussant le roi à faire preuve d'une sévérité exemplaire tandis qu'une partie de l'opinion lui reprochait son absolutisme.
La pièce ne distingue pas comme le texte de Plutarque (et celui de Tite-Live) les émeutes résultant du mauvais traitement des endettés, des promesses non tenues par les patriciens alors que la plèbe a combattu à leurs côtés contre l'ennemi et les émeutes dues à la disette. Une des raisons pour lesquelles Shakespeare insiste sur la question des grains a été attribuée à la conjoncture économique au début du XVIIe siècle. Londres était en proie à des problèmes de cherté des prix qui suscitaient des émeutes.
La situation était aggravée en Angleterre par le problème des enclosures, déjà dénoncé au début du siècle par Thomas More dans Utopia, et qui  provoqua justement la révolte populaire des Midlands en 1607, l'année présumée de la composition de Coriolan. Cependant il y avait eu des édits royaux interdisant le stockage spéculatif des grains, notamment après la grande disette 1593-97 et la mécanique des pénuries provoquées dans l'Angleterre élisabéthaine ressemble assez à ce que décrit Plutarque pour que Shakespeare ait pu voir un parallèle entre les deux époques et joué sur l'analogie pour actualiser le débat politique et le thème du pouvoir :
« They ne'er cared for us yet: suffer us to famish, and their store-houses crammed with grain; make edicts for usury, to support usurers; repeal daily any wholesome act established against the rich, and provide more piercing statutes daily, to chain up and restrain the poor. If the wars eat us not up, they will; and there's all the love they bear us »
« Traduction : Ils se sont toujours moqués de nous; ils nous laissent mourir de faim et leurs entrepôts sont remplis de grains ; ils font des édits pour l'usure qui favorisent les usuriers, ils repoussent tous les jours les lois salutaires édictées contre les riches et produisent tous les jours de nouveaux règlements barbares pour mieux enchaîner et opprimer les pauvres. »
S'il est communément admis que les problèmes soulevés par Coriolan ne sont pas étrangers à l'actualité de l'époque, les avis sont radicalement divisés sur l'interprétation qu'il convient de donner à la tragédie. Les uns y voient une condamnation de la démocratie ou l'analyse des limites du système républicain. D'autres critiques pensent que Shakespeare distingue le peuple de ses tribuns corrompus et voient dans l'agitation de la plèbe le reflet du pouvoir émergeant d'une population urbaine productive, souhaitant avoir voix au chapitre et aspirant à la disparition de vieux schémas de subordination féodaux.

#### Un essai philosophique
L'interprétation allégorique limite la portée de la pièce à une critique de son époque. Ce n'est pas ainsi que la comprend  William Hazlitt, admirant ce qui est pour lui avant tout un essai politico-philosophique qui va bien au-delà de son temps pour décrire des phénomènes universels : 

« Shakespeare has in this play shown himself well versed in history and state affairs. CORIOLANUS is a storehouse of political commonplaces. Any one who studies it may save himself the trouble of reading Burke's Reflections, or Paine's Rights of Man, or the Debates in both Houses of Parliament since the French Revolution or our own. The arguments for and against aristocracy or democracy, on the privileges of the few and the claims of the many, on liberty and slavery, power and the abuse of it, peace and war, are here very ably handled, with the spirit of a poet and the acuteness of a philosopher

Dans cette pièce, Shakespeare fait preuve de sa bonne connaissance de l'histoire et des affaires d'état. Coriolan est une mine de références politiques. Celui qui étudie la pièce peut se passer de lire les Réflexions sur la Révolution de France d'Edmund Burke, les Droits de l’homme de Thomas Paine, ou les comptes rendus des débats des deux chambres du Parlement depuis la Révolution française ou la Révolution anglaise. Les arguments pour ou contre l'aristocratie ou la démocratie, sur les privilèges de la minorité et les droits de la majorité, sur la liberté et l'esclavage, le pouvoir et ses abus, la guerre et la paix, sont traités très habilement, avec l'âme d'un poète et la sagacité d'un philosophe. »

Samuel Taylor Coleridge saluait lui aussi l’« impartialité philosophique » de Shakespeare qui dans le conflit qui oppose le peuple à Coriolan ne prend selon lui parti ni pour les uns ni pour l'autre.

### La «tragédie du fils»
Algernon Swinburne déplorait que l'on « perde son temps » à analyser Coriolan comme une pièce politique, alors qu'il s'agissait pour lui  « du début à la fin, en dépit de l'effervescence des batailles et des clameurs des factions rivales [d’]une tragédie privée et domestique plutôt que publique ou historique. » Pour lui, les cinq actes de Coriolan mettent en scène le drame qui se joue entre les passions d'une mère et d'un fils et il conclut : « Coriolan [..] c'est la « tragédie du fils », voulant dire par là que Coriolan a hérité de sa mère toute sa hauteur patricienne ; l'éducation qu'il a reçue, loin de corriger un tempérament irascible et opiniâtre, ne fait que l'exacerber. 
Sigmund Freud avait longtemps hésité entre Hamlet et Œdipe avant de décider que ce dernier incarnait plus pleinement l'attachement quasi-amoureux à la mère et les pulsions parricides du fils. Ernest Jones, à l'instigation de Freud, publia un premier article en janvier 1910 dans  The American Journal of Psychology
, attribuant l'aboulie du prince du Danemark à un conflit œdipien inconscient. Jones pensait que Shakespeare avait projeté sur la tragédie d'Hamlet  ses propres conflits inconscients qui trouvaient là un moyen de passer la barrière de la censure pour s'exprimer.
La tragédie de Coriolan met en scène une mère et un fils dont les rapports fusionnels en l'absence du père sont aussi remarquables que les rapports conflictuels entre Gertrude et Hamlet. Il n'est donc pas étonnant qu'après la psychanalyse d'Hamlet parût en 1921 celle de Coriolan, "A Psychoanalytic Study of Shakspere's Coriolanus", de Jackson Edmund Towne. Towne défendait la thèse selon laquelle Coriolan était victime d'un complexe d'Œdipe non résolu qui le poussait à faire plaisir à sa mère au détriment de ses propres aspirations jusqu'au moment où la contradiction devenait telle que la crise éclatait. Otto Rank était d'avis que la pièce offrait des indices sur la relation de Shakespeare à sa propre mère, Charles K. Hoffling suggéra que la rédaction de Coriolan aurait été une forme de catharsis pour l'auteur.
De nombreux éléments textuels peuvent être cités à l'appui de cette thèse œdipienne : Rome n'ignore pas que les actions d'éclat de Caius Martius lui sont dictées par le désir de plaire à sa mère : « He did it to please his mother and to be partly proud ». Ses retours de guerre sont l'objet de scènes de retrouvailles où éclate la fierté de Volumnia mais aussi son incapacité à le voir adulte et indépendant « My boy Marcius approaches ». Coriolan ne souhaite pas se présenter au consulat. Pourtant il va le faire en se pliant à la volonté maternelle, mais en se faisant violence. Dès qu'il agit en contradiction avec les instructions de sa mère, elle cesse de le soutenir et il s'en étonne naïvement : I muse my mother / Does not approve me further (Je me demande pourquoi ma mère n'approuve pas ce que je fais). Là où tous ont échoué, c'est encore Volumnia qui réussit à le faire changer d'avis en mettant Coriolan devant le choix qui l'attend, prendre Rome et donc tuer sa mère ou renoncer à sa vengeance et faire la paix. Rentrer en force dans la Rome dont il a été exilé est l'expression d'un désir mortifère que Volumnia décode pour lui en soulignant l'analogie métropole = mère.
[..] thou shalt no sooner
 March to assault thy country than to tread-- 
 Trust to't, thou shalt not--on thy mother's womb, 
That brought thee to this world 
« Tu ne te mettras pas plus en marche pour attaquer ton pays que pour fouler aux pieds (Aie confiance, tu ne le feras pas) le ventre de ta mère, celui qui t'a mis au monde. »
Les milieux littéraires sont très circonspects lorsqu'il s'agit de parler de projection de l'auteur sur son texte, mais les concepts de la psychanalyse apparaissent néanmoins comme outils d'analyse chez certains auteurs. Il ne s'agit plus de psychanalyser Shakespeare à travers son œuvre, mais de déterminer si le poète, en fin observateur de l'homme, n'a pas fourni suffisamment d'éléments symptomatiques pour permettre au praticien moderne de prononcer un diagnostic.
La relation entre Volumnia et Coriolan est, selon  certains critiques, à l'origine des difficultés de Coriolan à se définir en tant qu'homme et adulte . Le comportement de Coriolan, notamment son trouble lorsqu'il doit exhiber ses blessures en public exprimerait son angoisse par rapport à l'intimité d'une mère qui menace de l'absorber, ce qu'il désire et redoute à la fois. D'autres auteurs ont rapproché le personnage de Coriolan d'autres héros shakespeariens, notamment Macbeth, en analysant leur difficulté à rester eux-mêmes face à des figures féminines de Viragos qui réalisent leurs propres aspirations à travers eux. Stanley Cavell note que Coriolan expose la parenté entre narcissisme et inceste.

### Autres analyses
La pièce a donné lieu à bien d'autres travaux : Coriolan a été décrit diversement comme une victime sacrificielle, ou un héros baroque. Les images et les métaphores du texte ont été analysées, notamment les métaphores animales, les références au cannibalisme, et les métaphores politiques, qu'il s'agisse de celle du corps social ou des métaphores architecturales. Un tel embarras de richesses défie actuellement toute synthèse.

## Adaptations

### Au cinéma
- 1964: Coriolano: eroe senza patria, de Giorgio Ferroni, avec Gordon Scott (ex Tarzan) dans le rôle de Coriolan ;
- 1979 : Coriolanus de Wilford Leach avec Morgan Freeman dans le rôle-titre ;
- 2011 : Coriolanus de et avec Ralph Fiennes.

### Adaptations musicales
L'ouverture Coriolan n'est pas inspiré de la pièce shakespearienne mais de celle de Heinrich Joseph von Collin, elle-même puisée dans Plutarque.
Le compositeur Mario Castelnuovo-Tedesco (1895-1968) s'est par contre réclamé à maintes reprises du dramaturge anglais. Il a écrit notamment, en 1947, une Tragédie de Coriolan op. 125

#### En français
- Plutarque, Vies parallèles, « VI. Alcibiade et Coriolan », traduction de Jacques Amyot, 1584Vie de Coriolan, Plutarque - Vie de Coriolan - Introduction - M.-P. Loicq-Berger.
- Charlotte Coffin, Lætitia Coussement, éds., Lectures d'une œuvre : The Tragedy of Coriolanus de William Shakespeare, Nantes, Éditions du Temps, 2006  (ISBN 2842743636)
- Agnès Lafont, Frédéric Delord, éds., Coriolan de William Shakespeare - Journée d'Études de l'IRCL, Montpellier, IRCL, 2007 Publication en ligne sur le site de l'IRCL.
- Delphine Lemonnier-Texier, Guillaume Winter, éds., Lectures de Coriolan de William Shakespeare, Presses universitaires de Rennes, 2006   (ISBN 2753503303)
- Henri Suhamy, Première leçon sur The Tragedy of Coriolanus, Paris, Ellipses   (ISBN 9782729830106)

#### En anglais
- (en) B.A. Brockman, Shakespeare's "Coriolanus" (Casebook), Macmillan, 1977
- (en) Kenneth Burke, « Coriolanus and the Delights of Faction », Hudson Review, vol. 19,‎ 1966, p. 185-202
- (en) Emrys Jones, Scenic form in Shakespeare, Oxford, Clarendon Press, 1971
- (en) Nate Eastman, « The Rumbling Belly Politic: Metaphorical Location and Metaphorical Government in Coriolanus », Early Modern Literary Studies, vol. 13, no 2,‎ mai 2007

#### Textes
- Texte de Shakespeare :
  - (en) Coriolanus, texte sur tech.mit.edu
  - (en) The Tragedie of Coriolanus, version HTML
  - (en) Version en texte brut du projet Gutenberg
- La Vie de Coriolan par Plutarque :
  - (fr) Vie de Coriolan, traduction de Ricard, 1862 (traduction tronquée)